# 인터넷 영화 화기 데이터베이스
IMFDB (Internet Movie Firearms Database, 인터넷 영화 화기 데이터베이스)는 영화, 텔레비전 프로그램, 비디오 게임에서 사용되거나 등장하는 총기들의 정보를 모아놓은 데이터베이스이다.